# ویلیام اس. جانسون
ویلیام اس. جانسون (به انگلیسی: William S. Johnson) سناتور سابق عضو حزب فدرالیست (آمریکا) بود. وی در سال ۱۷۸۹ تا ۱۷۹۱ میلادی سناتور ایالت کنتیکت در سنای ایالات متحده آمریکا بود.